# Абдурахманов, Мохмад Умалтович
Мохмад Умалтович Абдурахманов (чечен. Ӏабдуррохьмани Умалтан воӀ Мохьмад; род. 8 ноября 1994 года, Чечня) — чеченский политический деятель, правозащитник, блогер. Представитель правозащитной ассоциации «VayFond» в Германии. Руководитель пресс-службы парламента ЧРИ (в изгнании), член партии «Noxçiyçönan Az» («Голос Чечении»). Младший брат Тумсо Абдурахманова.

## Биография
Мохмад Абдурахманов родился 8 ноября 1994 года в Чечне. Выходец из чеченского тайпа Варандой.
В 2015 году он покинул Чеченскую Республику и эмигрировал за границу после того, как у его брата Тумсо возникли проблемы с пророссийскими властями в Чечне. Сначала он и его брат отправились в Грузию со своими семьями, там им было отказано в убежище. В марте 2017 года Мохмад перебрался в Германию, где ему также отказывали в убежище, причём дважды.
Мохмад поддерживает идею независимости Чеченской Республики от России. Он ведёт видеоблог на Youtube, где он, как и его старший брат Тумсо, рассказывает о нарушениях прав человека в Чечне, а также критикует пророссийские власти в Чечне. Регулярно выступает на демонстрациях против нарушений прав человека в Чечне. Он является правозащитником и представителем чеченской правозащитной ассоциации «VayFond в Германии».

В марте 2018 года городской суд Аугсбурга оштрафовал его на 1125 евро за репост статьи Deutsche Welle о террористической организации ИГ, в которой говорится, кем она спонсируется. Его обвинили в том, что он якобы распространил в сети запрещенную в Германии символику террористов из-за того, что на обложке статьи, которую он перепостил на своей странице в Facebook, были люди с символикой ИГ. При этом к самой государственной немецкой радиостанции суд никаких претензий не предъявил. Он был вызван на допрос и допрошен в течение четырёх часов. Однако полицию больше интересовало его отношение к нападению на редакцию французского журнала Charlie Hebdo, чем репост самой статьи DW. В полиции также спросили его, почему он считает Джохара Дудаева героем: 
Вопрос непосредственно о репосте они задали лишь в конце.
 — сообщил он журналистам.

По его мнению, дело не в репосте, полиции нужен был повод, чтобы задержать его и судить: 
Они, скорее всего, думали, что накроют "террористическую ячейку", поскольку в тот же день пришли к волонтеру нашего фонда Vayfond, который месяца два просидел в тюрьме, после чего покинул Германию. Они пытаются повесить на меня ярлык сторонника ИГ и обосновать отказ в убежище.
 — сказал М. Абдурахманов.

Он обжаловал как действия полиции, так и решение суда: 
Мой адвокат, которая базируется в Берлине, говорит, что именно в Баварии суд становится на сторону прокуратуры, она считает, что надо дело "вытаскивать из Баварии".
 — сообщил Мохмад изданию «Кавказ.реалии».
В августе 2020 года суд полностью оправдал его и признал невиновным.

В сентябре 2019 года он участвовал в демонстрации чеченцев из Германии, требовавших расследования убийства Зелимхана Хангошвили. Он обратился к властям Германии с требованием наказать людей, которые отказались предоставить политическое убежище Хангошвили: 
Мы требуем от властей Германии, чтобы они привлекли к ответственности тех работников миграционной службы, которые не предоставили Зелимхану Хангошвили убежище, по чьей халатности Зелимхан Хангошвили и был легкой добычей для российских спецслужб.

В феврале 2020 году было совершено покушение на его старшего брата, известного блогера Тумсо. Киллер Руслан Мамаев проник в его квартиру с молотком и напал на спящего Тумсо, но ему удалось обезвредить Мамаева и передать его шведской полиции. По словам Мохмада Абдурахманова, его брат неоднократно получал угрозы от властей Чечни. Также Мохмад поведал: 
Человек, который пытался убить Тумсо, по предварительной информации, представился сотрудником полиции. Так он получил доступ к подъезду. Потом, наверное, отмычкой сумел открыть дверь в квартиру брата. И спящим ударил один раз молотком по голове моего брата. Божьей волей он сумел защититься».
Шведские власти обвинили в данном преступлении лично Путина и пророссийские власти в Чечне.
После того, как шведский суд вынес приговор по делу о покушении на его старшего брата Тумсо Абдурахманова, в начале 2021 года в Германии было предотвращено покушение на самого Мохмада. Эту неудачную попытку убийства связали с угрозой кровной мести, объявленной его брату Тумсо пророссийским спикером Чечни Магомедом Даудовым за то, что Тумсо в диспуте с Максимом Шевченко назвал Ахмата-Хаджи Кадырова предателем чеченского народа, и таким образом власти хотели отомстить его старшему брату, убив тем самым Мохмада. По словам самого Мохмада, организация его убийства была поручена Амрудди Эдельгериеву, который приходится двоюродным братом главе Чечни Рамзану Кадырову. Генеральная прокуратура Германии назвала это государственным терроризмом и обвинила Россию в этом неудавшемся преступлении.
Его старший брат Тумсо Абдурахманов назвал имя человека, которого послали убить Мохмада. По его данным, это Тамерлан Аурбиев, который ранее был участником вооружённого сопротивления в Чечне и был амнистирован Рамзаном Кадыровым. Таким образом, Аурбиев отказался убить Мохмада и рассказал, что его прислали в качестве киллера, и назвал имя посредника. В связи с этим семью Аурбиевых срочно вывезли из Чечни в Европу, а немецкие власти взяли Аурбиева под свою защиту.

## Семья
Отец — Умалт Абдул-Маджидович Абдурахманов, был приговорен к смертной казни за антисоветскую деятельность, которая затем была заменена на длительный срок лишения свободы и приговорен к 18 годам колонии строгого режима, после освобождения из тюрьмы он работал в правительстве Ичкерии при президенте Дудаеве, был ранен в первой чеченской войне, умер в 2000 году. Его мать — врач, заведующая отделением кардиореанимации Грозненской ЦРБ. Его старший брат Тумсо Абдурахманов — известный чеченский блогер, правозащитник, политический активист, диссидент.

## Цитаты
- Он и его отец предали идеи Ичкерии, идеи независимого государства, предали свой народ. Теперь он пытается оправдать свои действия, для чего собирает бывших представителей Ичкерии и заставляет тех поддакивать всему, что он говорит, несуразные примеры приводит, которые становятся мемами в чеченской среде. То есть мы видим, что он пытается заглушить в себе самом голос, говорящий о его предательстве, пытается всеми возможными способами укрепиться и рассказать, какой он был воин и политик, что решение его отца и его самого перейти на сторону России – это была не слабость, а, наоборот, якобы решительное действие – и всё это во имя народа[69].

- Сразу, по прилету в аэропорт Шереметьево, я эту картину представляю таким образом, что меня задержат сотрудники ФСБ, проведут очень „ласковый‟ разговор. Потом меня так же „ласково‟ передадут в руки чеченских правоохранителей. Скорее всего, это будет какой-то там отдел по борьбе с терроризмом. И дальше меня будут использовать с целью вытащить на родину моего старшего брата, будут писать, я буду говорить, что он сошел с ума и такие вещи как бы... Ну, меня будут использовать как заложника, я думаю. Возможно, даже меня убьют[70].